# Toyota Crown Majesta
Toyota Crown Majesta (яп. トヨタ・クラウンマジェスタ Toyota Kuraun Majesuta) — автомобіль представницького класу компанії Toyota.
Модель дебютувала в 1991 році, синхронно з появою покоління 140-ї серії кузовів Toyota Crown. На відміну від Crown 140-ї серії, у Crown Majesta кузов став несучим, в іншому ж, крім екстер'єру, нічого принципово не змінилося. На автомобілі встановлювали двигун 3.0 л 2JZ і 4.0 л 1UZ-FE.
Хоча модель Celsior/Lexus LS мала дуже багато спільного з Majesta, формально це була абсолютно нова платформа. Зате модель Aristo/Lexus GS стала похідною від Crown Majesta і згодом розвивалася вже паралельно. Однак ці автомобілі спочатку мали кузов класичного седана, в той час як Majesta перший час була хардтоп.

## Покоління

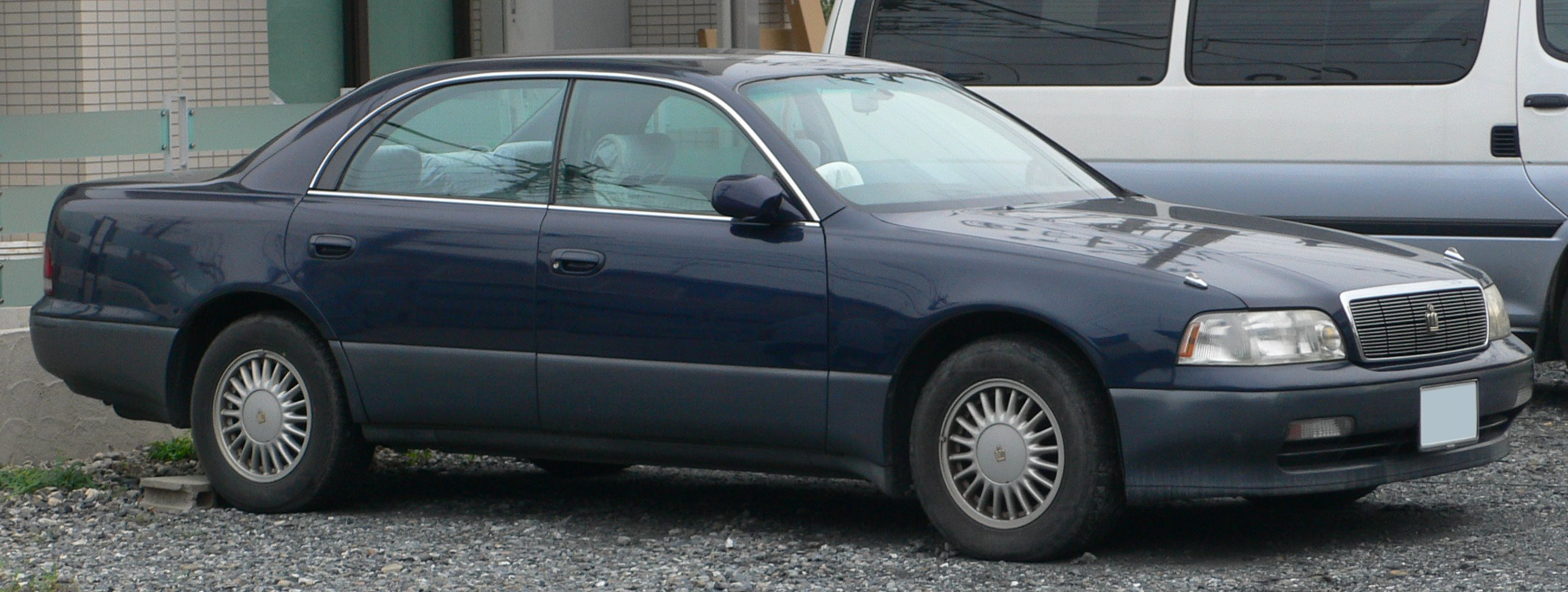
Toyota Crown Majesta (S140, 1991–1995)
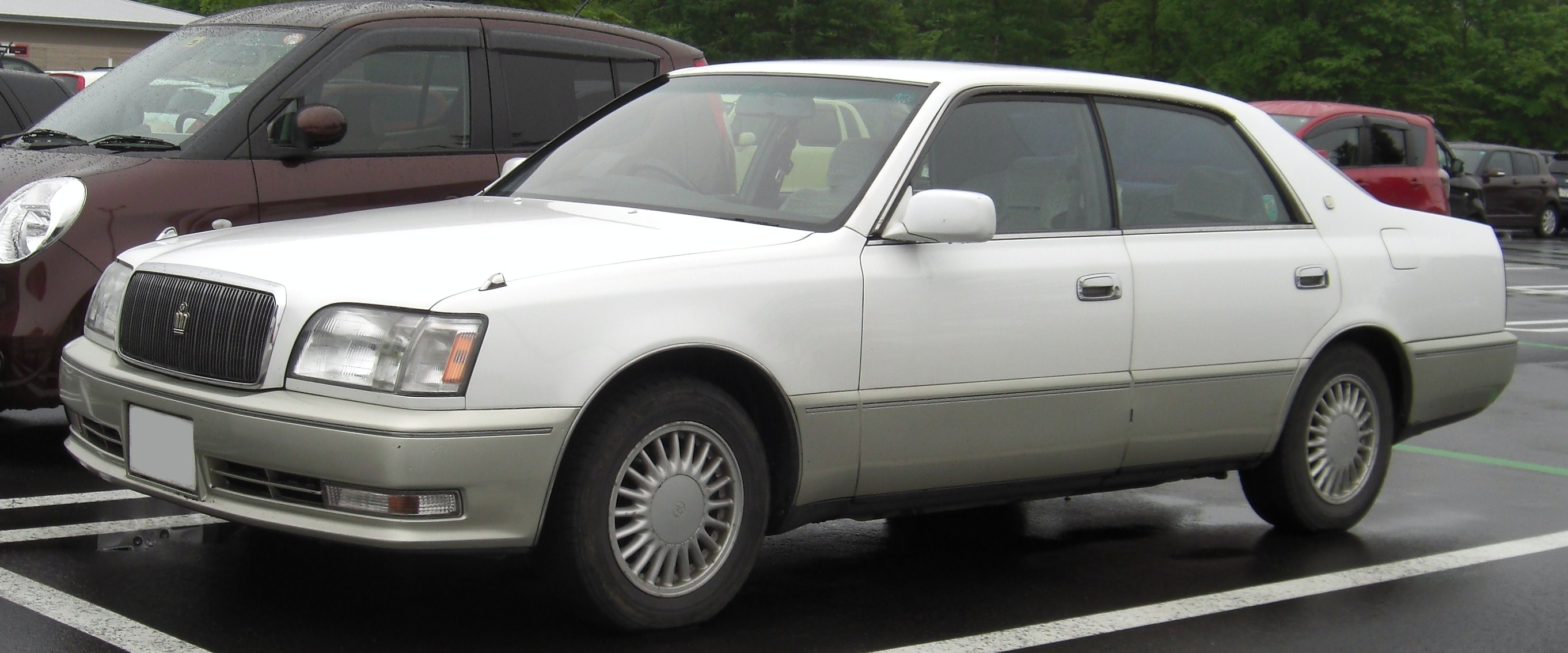
Toyota Crown Majesta (S150, 1995–1999)

### Третє покоління

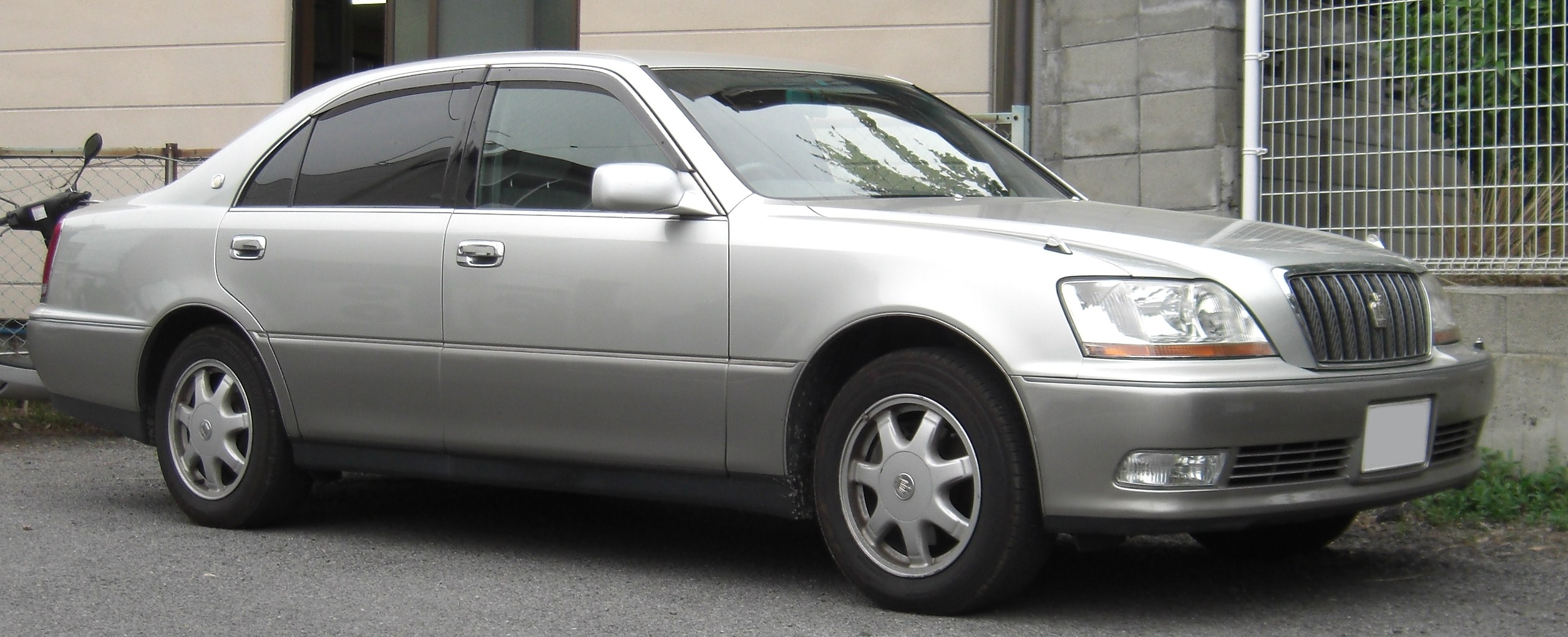
Toyota Crown Majesta (S170, 1999–2004)

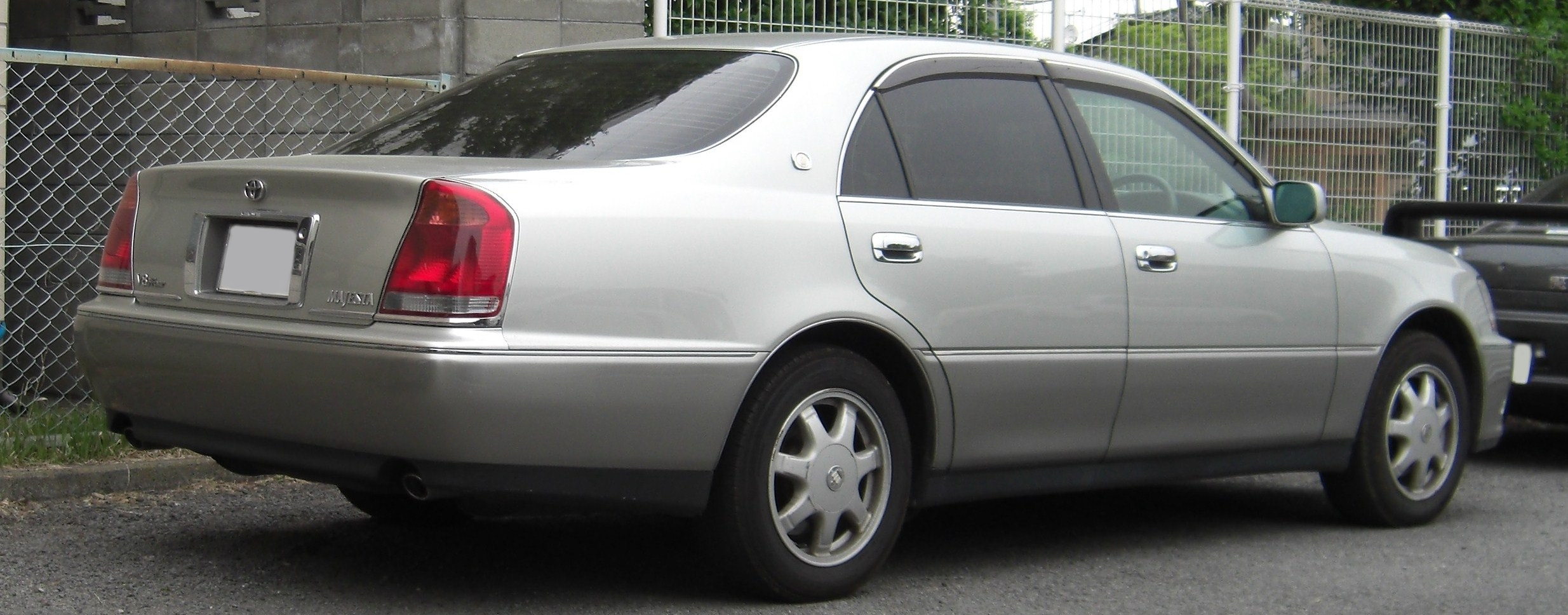
Toyota Crown Majesta (S170, 1999–2004)

Третє покоління в порівнянні з попереднім отримало повний рестайлінг, модель доповнилася елементами стайлінгу популярного Lexus LS. Вертикальні задні ліхтарі стали ще ширшими, з'явилася GPS-навігація на основі DVD. Для задніх пасажирів з'явилася «турецька» підставка для ніг, реалізована виносом частини подушки сидіння переднього пасажира за спинку сидіння, в сторону задніх пасажирів.
На автомобілі залишився 4-літровий V8 двигун 1UZ-FE, потужністю 280 кінських сил. Тенденція серед нових автомобілів до установки коліс великого радіусу з низькопрофільними шинами була проігнорована на користь плавності ходу і кращої керованості з колесами меншого радіуса.
Crown Majesta S170 став офіційним автомобілем вищого рівня компанії Toyota.

#### Двигуни
- 3.0 л 2JZ-GE I6
- 4.0 л 1UZ-FE V8

### Четверте покоління

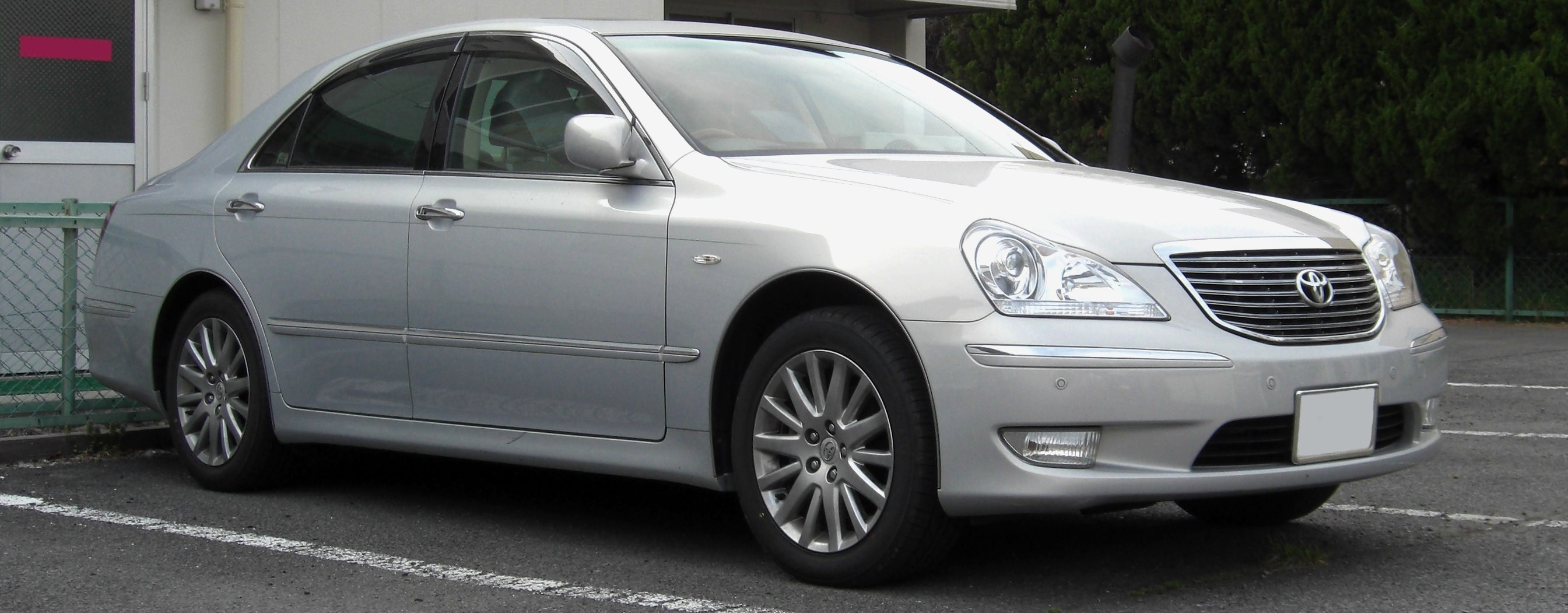
Toyota Crown Majesta (S180, 2004–2009)

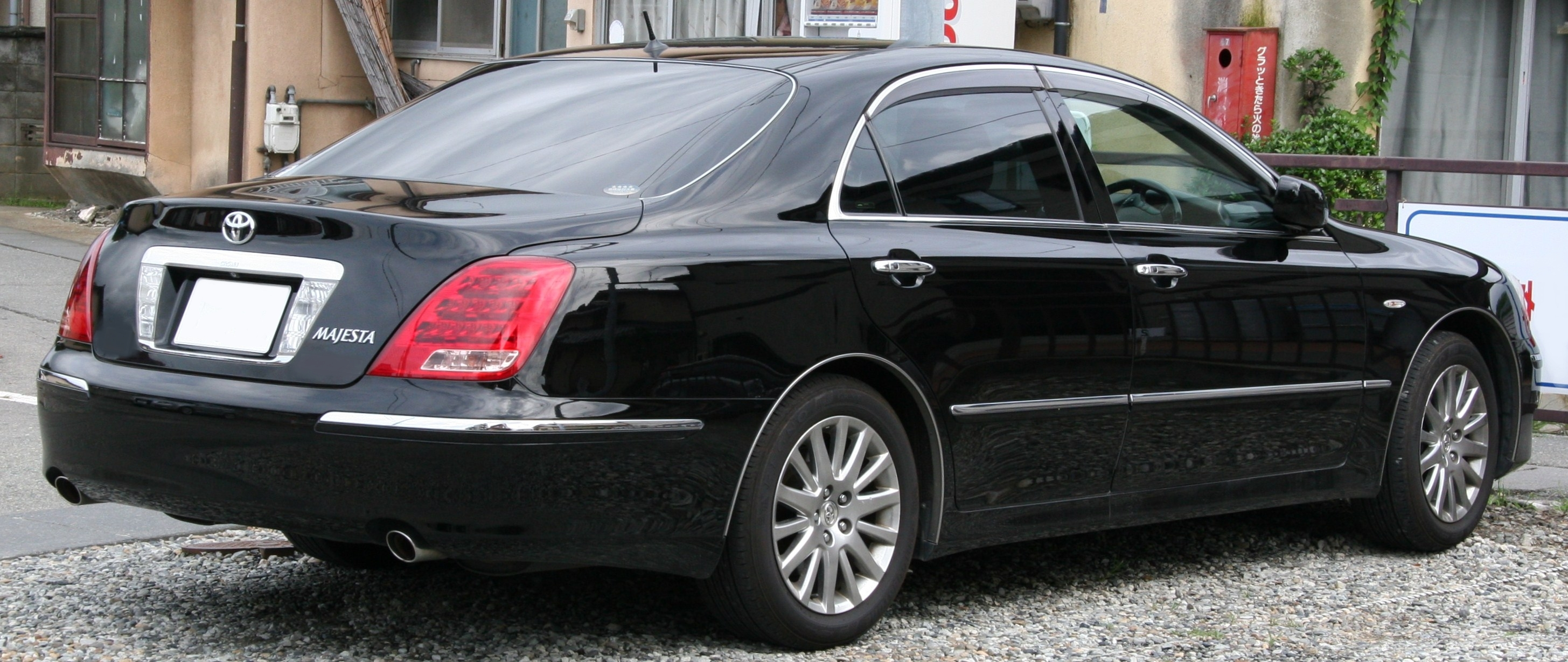
Toyota Crown Majesta (S180, 2004–2009)

На четвертому поколінні Crown Majesta (S180) повністю змінився дизайн, з'явилися ці автомобілі з 6 липня 2004 року. З серпня 2006 року Toyota Celsior в Японії більше не продавалася, в зв'язку з введенням бренду Lexus на внутрішньому ринку Японії. Crown Majesta замінила Celsior, незважаючи на заперечення з боку японських покупців. Так з'явився перший автомобіль з системою інтегрованого управління динамікою (СІУД/VDIM), що має систему управління, радари, адаптивний круїз-контроль з функцією стеження за низькою швидкістю. З цього моменту рядний 6-циліндровий двигун на Majesta не використовувався. Як і на американських моделях Lexus LS, став встановлюватися двигун 3UZ-FE. Трансмісія була підвищена до 6-ступінчастою, система повного приводу була доопрацьована, з'явилася пневматична підвіска. З метою підвищення безпеки були додані інтелектуальна адаптивна система головного освітлення і задні бічні подушки безпеки. З'явилися так само камери заднього виду і помічники при паркуванні. З 6-ступінчастою коробкою передач також пропонувався комплект турбонагнітача, що підвищив потужність двигуна до 340 к.с. (254 кВт). На модель Crown Majesta AWD ціна становила близько $ 69400.
Для 2006 модельного року, поряд з камерою заднього виду, в список стандартних функцій була додана G-BOOK. На відміну від попередніх моделей, схема двокольорового фарбування для цільової молодіжної аудиторії стала недоступною.
У липні 2004 року на Crown Majesta стали встановлювати пристрої контролю смуги руху і радар з однією камерою для контролю зіткнень, оповіщення та управління.
У Китаї це покоління Toyota Crown Majesta збиралося і продавалося як Hongqi HQ3/HQ430 з 2006 по 2010 роки.

#### Двигуни
- 3.0 л 3GR-FE V6
- 4.3 л 3UZ-FE V8

### П'яте покоління

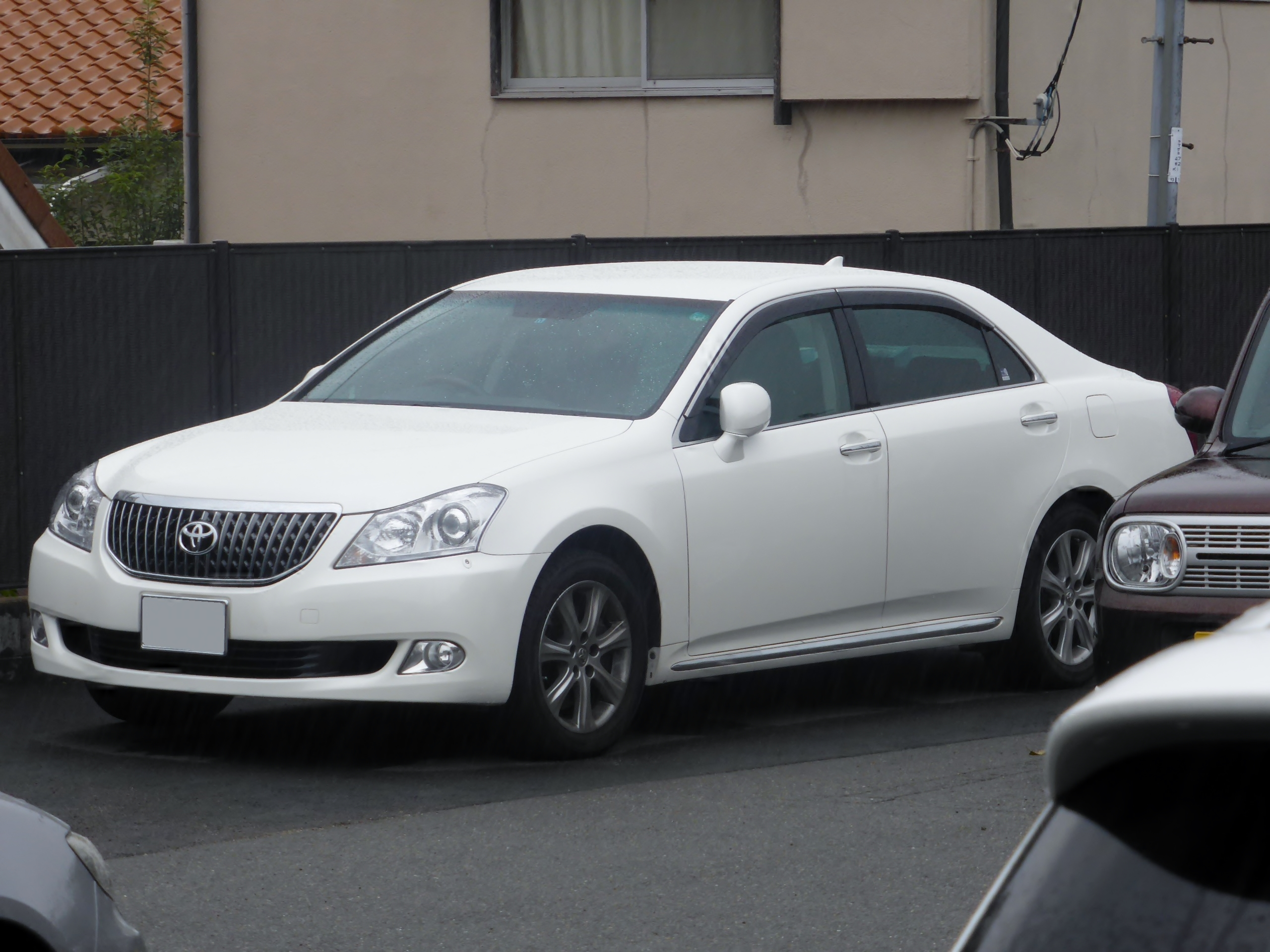
Toyota Crown Majesta (S200, 2009–2013)

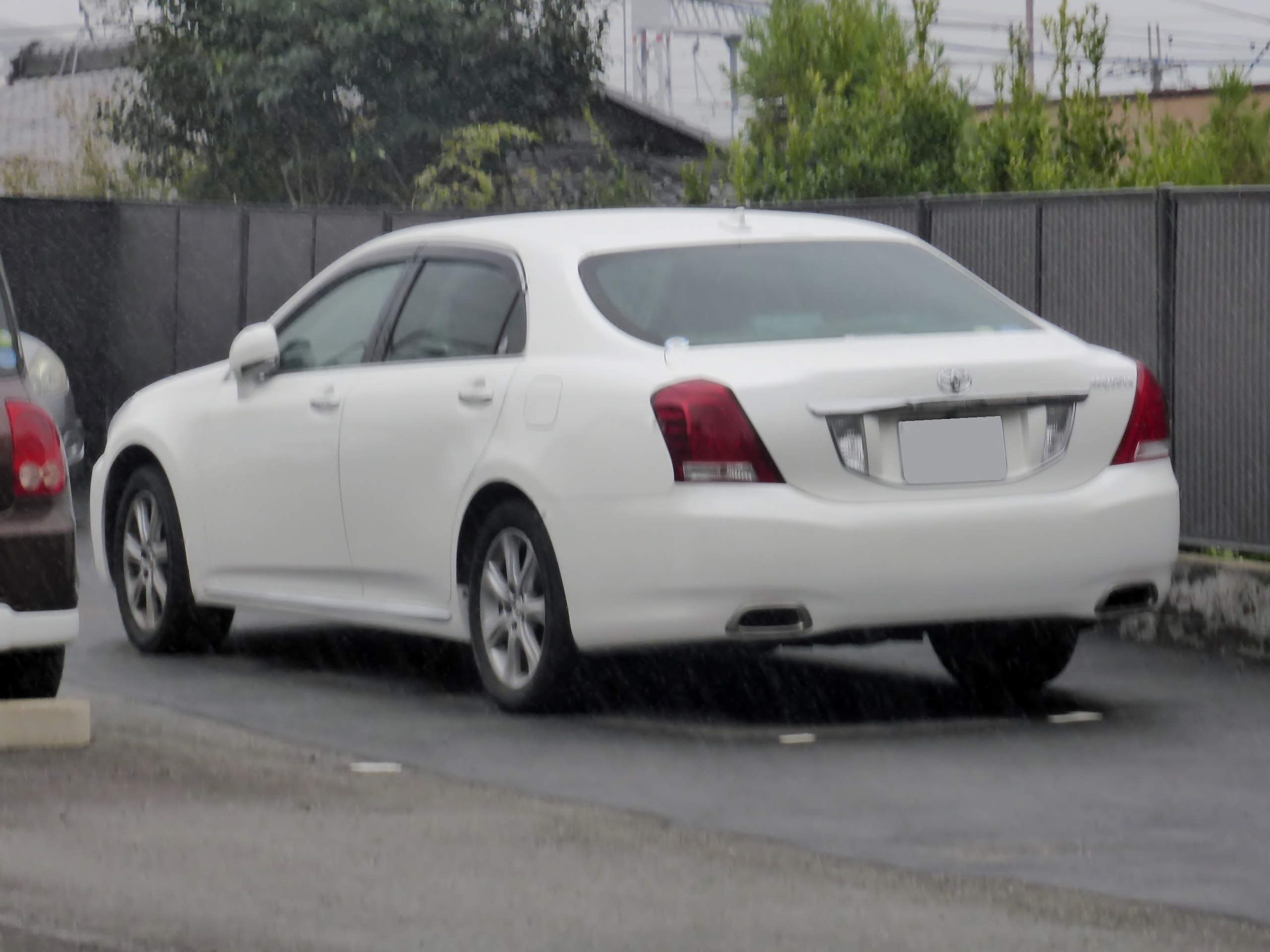
Toyota Crown Majesta (S200, 2009–2013)

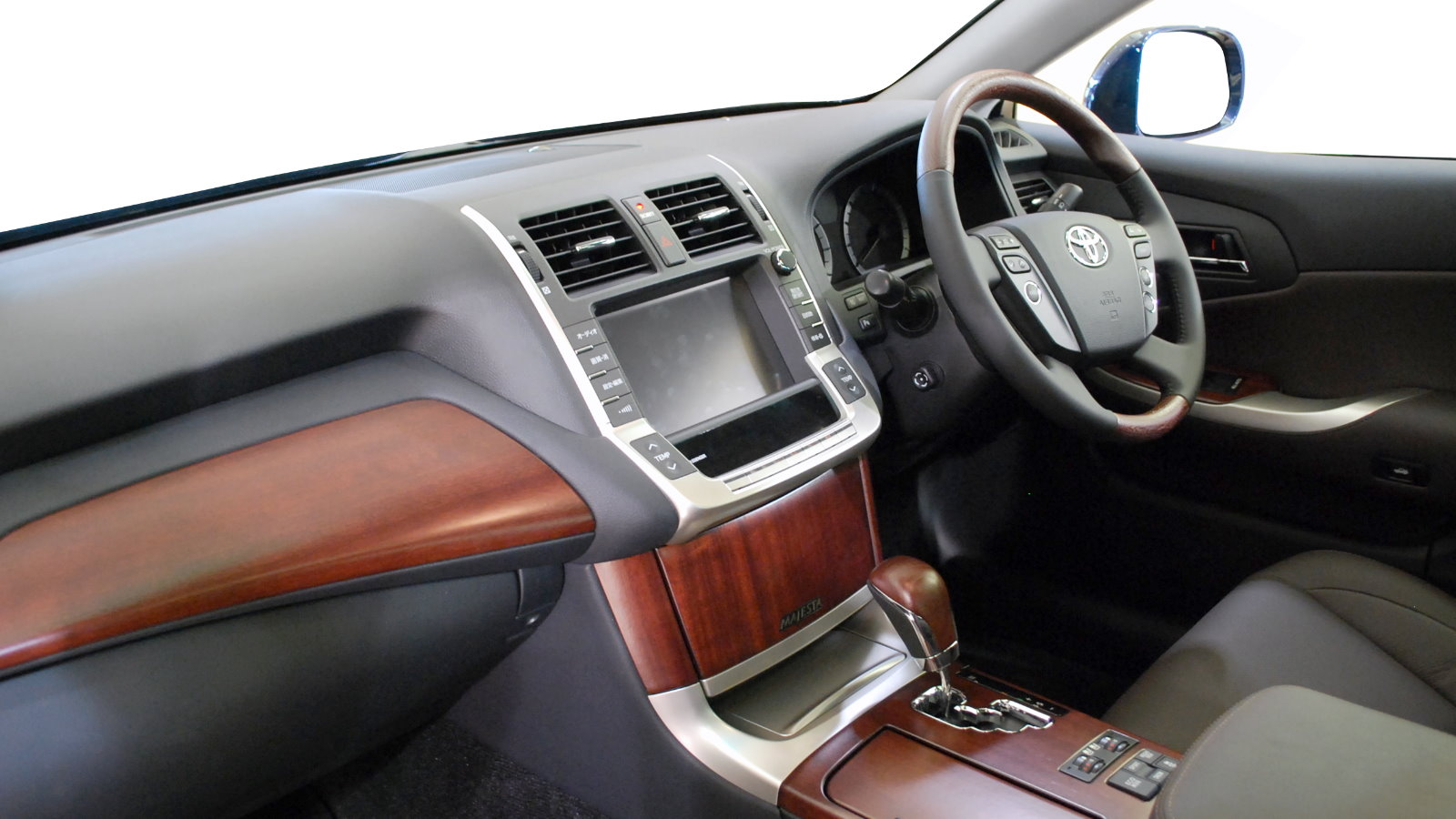

26 березня 2009 року вперше було представлено п'яте покоління (S200). Дизайн нового покоління має схожість з Crown і з Camry того часу. Спочатку стало відомо про те, що «Crown» з назви автомобіля буде прибрано, що означало б незалежність автомобілів Majesta, однак, цього не сталося, автомобіль так і залишився Crown Majesta. Кузов, в порівнянні з минулими поколіннями, розширено, і став рівнозначний з кузовом автомобіля Lexus LS.
Як і у автомобілів Lexus GS і LS, до стандартної комплектації увійшов двигун 1UR-FSE обсягом 4,6 літрів, проте, на повнопривідних автомобілях встановлюється 3UZ-FE об'ємом 4,3 літра.
У Китаї, компанією FAW Toyota зібрано обмежене число Toyota Crown Majesta S200 з лівим кермом, так само відомих як Toyota Crown RoyalSaloon VIP. А з 2013 року в Китаї пропонували дещо змінену модель Hongqi H7 з іншими двигунами і формою кузова.
Стандартний інтер'єр Crown Majesta включає в себе акустичну систему Toyota Premium Sound, навігаційна система з жорстким диском на 1 ТБ, XM NavTraffic, система моніторингу трафіку в режимі реального часу з динамічної пере-маршрутизацією; ключ SmartAccess з кнопкою старту, приладова панель Optitron, додатковий програвач MP3 і MP4, а також 5-позиційний індикатор тиску в шинах. В Японії також пропонується аварійна 24-годинна служба швидкої допомоги, з аналогічною системою навігації G-Link. На японському ринку седани Crown також мають можливість користуватися MiniDisc, переглядати телебачення, мають камери безпеки по кузову, і віддалений доступ до стільникового телефону. Сидіння повністю електричні, мають функцію масажу.
Конструктивні особливості форми кузова є по всій довжині автомобіля: колісні арки, стріловидна хромована обробка, решітка, встановлена трохи нижче рівня фар. У порівнянні з попередніми поколіннями, аеродинамічний коефіцієнт зменшився на 0,02 і 0,01 відповідно, в той час як аеродинамічний опір залишилася колишнім. Образ екстер'єру має профіль, схожий з Lexus LS, з однаковими виступами спереду і ззаду; однак, двері задніх пасажирів помітно більші у витягнутій моделі. Додаткові елементи екстер'єру включають в себе адаптивні передні фари, що піддавалися ручному поліруванні, і хромовані вихлопні труби, інтегровані в задній бампер. Штамповані деталі кузова виробляються з використанням 5,2-тонного преса, який на момент своєї появи був найсильнішим в світі штампувальним пресом.
На даному поколінні Crown Majesta, компанією Toyota здійснено просування в розробці системи безпеки Pre-Collision System (PCS), доданий міліметровий радар спереду автомобіля для виявлення можливих побічних зіткнень, в першу чергу на перехрестях або при перетині іншим транспортним засобом центральної лінії руху. Остання версія дозволяє нахиляти задні сидіння вгору, розміщуючи пасажира в більш безпечному місці під час аварії, при виявленні удару спереду або ззаду.

#### Двигуни
- 1.8 л CA4GC18T-01 I4-T (Китай - Hongqi H7)
- 2.0 л CA4G20T I4-T (Китай - Hongqi H7)
- 2.5 л 5GR-FE V6 (Китай - Crown Majesta)
- 3.0 л CA6GV1 V6 (Китай - Hongqi H7)
- 3.0 л 3GR-FE V6
- 4.3 л 3UZ-FE V8
- 4.6 л 1UR-FSE V8

### Шосте покоління

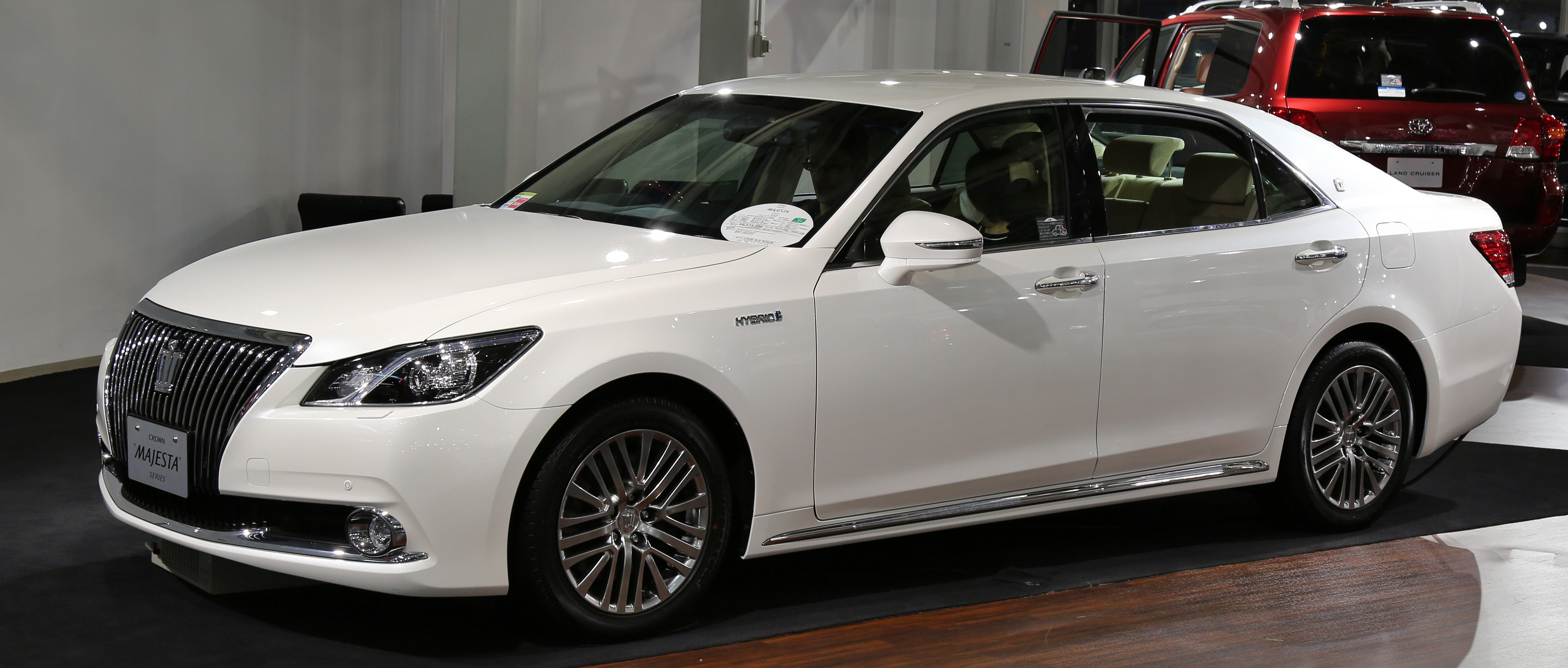
Toyota Crown Majesta (S210, з 2013)

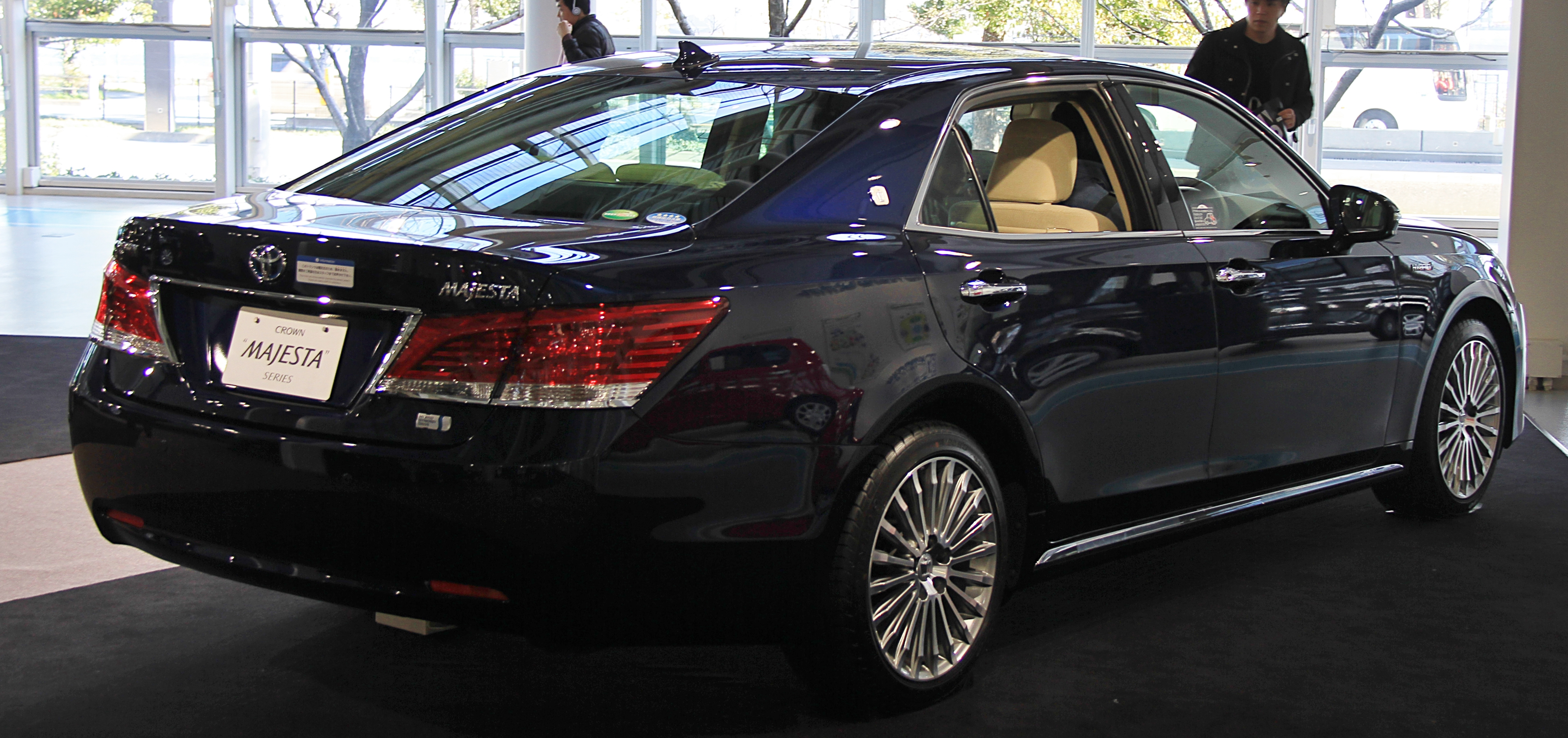
Toyota Crown Majesta (S210, з 2013)

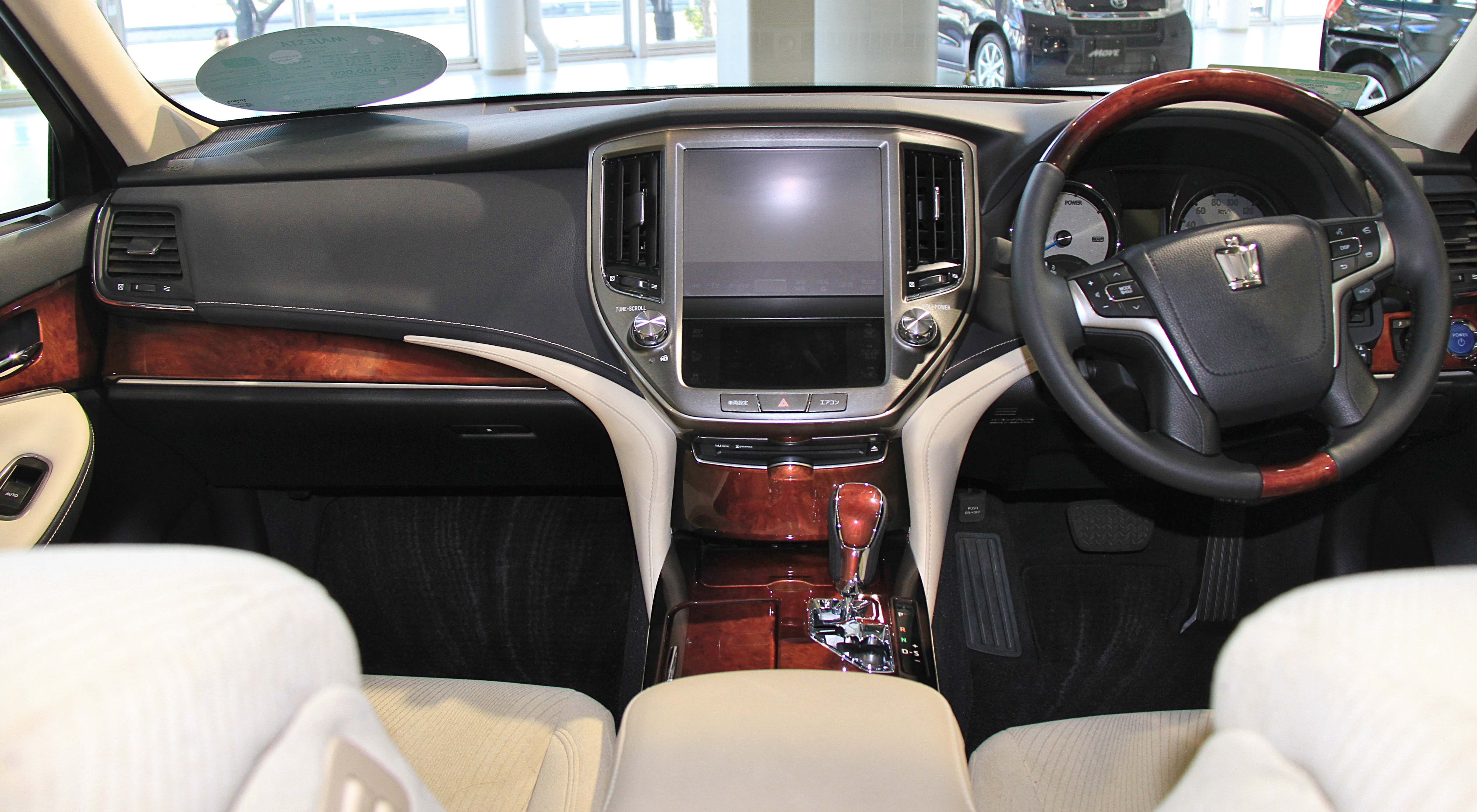

Модель шостого покоління, що з'явилася 9 вересня 2013 року в Японії, набула замість двигуна V8 з попередньої моделі 3,5-літровий гібридний V6, успадкований від представницького седана Lexus GS450h, а також 2,5-літровий гібридний рядний чотирьох-циліндровий двигун для версій з повним приводом. Відсутність V8 знизило величину транспортного податку за великий обсяг двигуна.
Автомобілю було дано абсолютно новий зовнішній вигляд після відродження Nissan Cima в квітні 2012 року. Витрата палива значно покращився до 18,2 км/л. Колісна база на 75 мм більша, ніж у подібних Crown Royal і Athlete, а сам автомобіль отримав передові зручності і елементи безпеки, таких як контроль сліпих зон і системи попередження зіткнень. Вартість Majesta склала ¥ 12 900 000 з щомісячним обсягом продажів в Японії в 500 одиниць.

#### Двигуни
- 2.5 л 2AR-FSE I4 (hybrid)
- 3.5 л 2GR-FXE V6 (hybrid)